# The Space Children
The Space Children là bộ phim khoa học viễn tưởng độc lập của Mỹ ra mắt năm 1958, do William Alland sản xuất, Jack Arnold đạo diễn với sự tham gia diễn xuất của Michel Ray, Jackie Coogan, Russell Johnson, Johnny Crawford, Johnny Washbrook và Richard Shannon. Phần hiệu ứng đặc biệt trong phim do John P. Fulton phụ trách, và Wally Westmore đảm nhận phần trang điểm. Bộ phim này được phát hành vào tháng 6 năm 1958 dưới dạng chiếu kép với The Colossus of New York.
Nhân vật Eadie Johnson do diễn viên Sandy Descher thủ vai, vốn có kinh nghiệm làm phim khoa học viễn tưởng trước đó khi bà vào vai đứa trẻ mắc hội chứng căng trương lực trong phim Them! (1954) của hãng Warner Bros.

## Cốt truyện
Phim khởi đầu với cảnh bãi đậu xe rơ moóc ven biển vốn là nơi ở của những nhân viên làm việc với quân đội để hoàn thành loại tên lửa Thunderer, giúp đưa thiết bị nguyên tử vào quỹ đạo Trái Đất vĩnh viễn. Thunderer sẽ cho phép nước Mỹ tấn công nhanh chóng vào bất kỳ quốc gia thù địch nào.
Có bảy đứa trẻ nọ sống tại đây gặp nhau trên bãi biển và kết thành bạn thân. Lúc đang nô đùa cùng nhau, chúng trông thấy một luồng sáng chiếu xuống bãi biển. Một vật thể nhỏ phát sáng lơ lửng giữa luồng sáng và biến mất giữa những tảng đá. Một đứa trong bọn tên là Bud Brewster dường như bắt đầu lắng nghe giọng nói mà chỉ mình cậu đủ sức nghe thấy. Tối hôm đó, sau bữa tiệc nướng cộng đồng ngoài trời, bọn trẻ mới quay trở lại bãi biển và đột nhiên bắt gặp một dạng sống ngoài hành tinh nhỏ đang nghỉ ngơi. Sinh vật ngoài hành tinh này thông qua thần giao cách cảm bèn giao cho chúng một nhiệm vụ bí mật, và Bud sẽ là thủ lĩnh của nhóm này.
Cậu và ông anh tên Ken trở về xe rơ moóc và kể với bố mẹ về người ngoài hành tinh. Ông bố tên Dave tức giận, tin rằng chúng đang nói dối hòng bào chữa cho việc thức khuya và khiến bố mẹ lo lắng. Tuy nhiên, khi Dave tóm lấy Bud, cánh tay của ông bị tê liệt. Đám trẻ được người ngoài hành tinh bảo vệ. Tỏ ra lúng túng, Dave đi cùng sáu đứa trẻ trở lại nơi ẩn náu của người ngoài hành tinh. Đứa thứ bảy gọi là Tim bị người cha dượng say rượu tên Joe đánh đập. Tim bèn tách ra và chạy theo nhóm nhưng người cha dượng đuổi theo dọa đánh cậu.
Joe đuổi kịp Tim rồi ném cậu ấy xuống đất, nhặt một mảnh gỗ trôi dạt và giơ lên đánh. Tại nơi ẩn náu, người ngoài hành tinh bèn bắn ra luồng sáng khiến Joe bị ném bật về phía sau. Hoảng sợ, Joe liền bỏ chạy ngay lập tức. Tim nhập bọn cùng mấy đứa khác và Dave khi họ đến sào huyệt của người ngoài hành tinh. Sau khi lặng lẽ truyền đạt chỉ dẫn của mình cho Bud, người ngoài hành tinh được Dave đưa trở lại xe rơ moóc. Ở đó, Bud nói rằng người ngoài hành tinh phải được giữ an toàn cho đến tối hôm sau nhưng không giải thích lý do tại sao. Mẹ cậu là Anne đâm ra lo sợ cho sự an toàn của gia đình mình. Lúc Tim vừa trở lại xe rơ moóc thì cậu thấy xác của Joe khi xe cứu thương đến. Người ngoài hành tinh đã ra tay thủ tiêu Joe vì cậu bé này đe dọa đến tính mạng của Tim.
Sáng hôm sau, gia đình Brewster phát giác người ngoài hành tinh đã tăng gấp đôi kích thước. Mục đích này vốn liên quan đến vụ phóng Thunderer sẽ diễn ra vào đêm đó. Bud và Ken mang người ngoài hành tinh ra ngoài và đưa nó đến một hang động dọc bãi biển. Dave vội vã đến căn cứ để cảnh báo chính quyền về mối đe dọa có thể xảy ra từ người ngoài hành tinh. Khi gặp Tiến sĩ Wahrman và Đại tá Manley, giọng nói của Dave bị tê liệt và cậu bé ngất đi sau khi cố gắng viết ra thông điệp. Trong những giờ tiếp theo, bọn trẻ thực hiện nhiệm vụ tại khu căn cứ trong khi người ngoài hành tinh điều khiển tâm trí nhiều người và đồ vật khác nhau như lính gác và cổng khóa để đảm bảo nhiệm vụ diễn ra suôn sẻ.
Tại bệnh xá, Dave đã hoàn toàn bình phục rồi kể cho Wahrman về người ngoài hành tinh. Wahrman nhận thấy rồi đây mình cũng sẽ bị ngăn cản không được nói chuyện về người ngoài hành tinh với bất kỳ người nào khác, vì vậy cả hai bèn lái xe đến sào huyệt. Người ngoài hành tinh trông to lớn hơn nữa. Wahrman hỏi người ngoài hành tinh về ý định nhưng sinh vật này vẫn im lặng. Cả hai đành bỏ cuộc và vội vã quay trở lại căn cứ ngay khi Thunderer sắp được phóng đi, nhận ra rằng người ngoài hành tinh sẽ ngăn họ cố gắng can thiệp.
Khi họ vừa nhấn nút phóng, một vụ nổ bên trong đầu mũi tên lửa phá hủy cả đầu đạn hạt nhân, khiến Thunderer trở nên vô dụng. Bọn trẻ đã thành công trong việc phá hoại. Wahrman ra lệnh cho đám lính đi theo ông ấy trở lại hang động để rồi phải đối đầu với bọn trẻ đang cùng nhau chặn lối vào. Người ngoài hành tinh lướt ra khỏi hang động và bay lên trên một luồng sáng khác. Wahrman hỏi Bud tại sao Thunderer lại bị phá hủy. Bud nói rằng nhóm của mình làm những gì mà những đứa trẻ khác từng làm ở một số quốc gia khác; chúng phá hoại số tên lửa có thể mang thiết bị hạt nhân bay vào không gian, khiến nhân loại dễ dàng tự hủy diệt nếu đem ra dùng loại vũ khí như vậy. Người ngoài hành tinh quan tâm đến phúc lợi của nhân loại và dựa vào các đội nhóm thiếu nhi trung thành trên khắp thế giới nhằm ngăn chặn nhân loại mắc phải một sai lầm khủng khiếp.

## Diễn viên
- Michel Ray vai Bud Brewster
- Adam Williams vai Dave Brewster
- Peggy Webber vai Anne Brewster
- Johnny Washbrook vai Tim Gamble
- Jackie Coogan vai Hank Johnson
- Richard Shannon vai Trung tá Alan Manley
- Raymond Bailey vai Tiến sĩ Wahrman
- Sandy Descher vai Eadie Johnson
- Larry Pennell vai Thiếu tá Thomas
- Peter Baldwin vai Nhân viên an ninh James
- Ty Hardin vai Sentry
- Russell Johnson vai Joe Gamble
- David Bair vai Saul Wahrman
- Johnny Crawford vai Ken Brewster
- Eilene Janssen vai Phyllis Manley
- Jean Engstrom vai Peg Gamble[6]

## Sản xuất

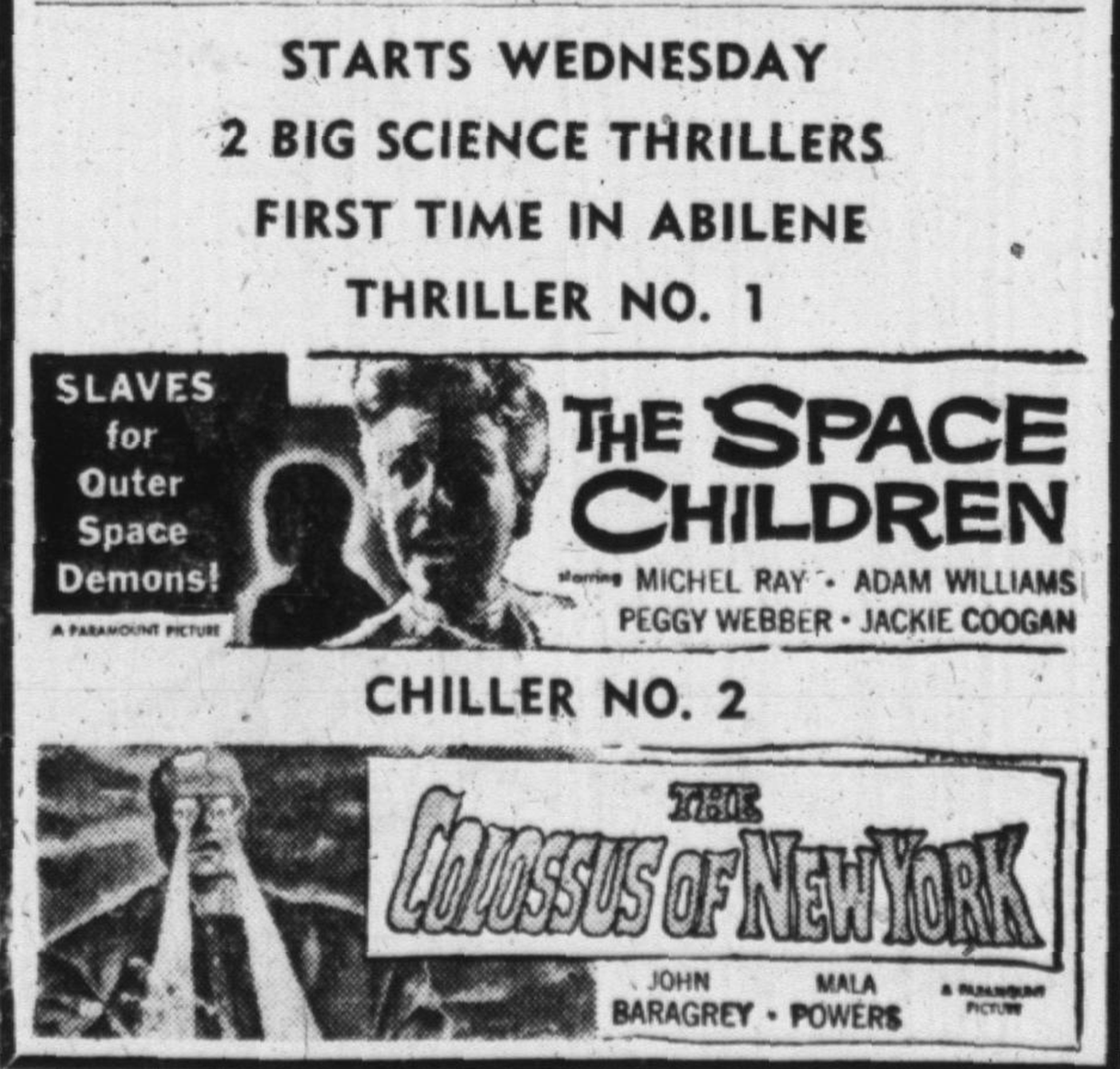
Quảng cáo từ năm 1958 dành cho The Space Children và phim đồng tác phẩm The Colossus of New York.

The Space Children là bộ phim truyện điện ảnh đầu tiên của William Alland với Paramount. Phim dựa trên The Egg, câu chuyện chưa được xuất bản của Tom Filer (kể về một cô gái bị bại liệt) có cốt truyện khác biệt đáng kể so với tình tiết cuối cùng của bộ phim.
Bộ não của người ngoài hành tinh trong phim là tác phẩm của nghệ sĩ hiệu ứng đặc biệt Ivyl Burks và phải dùng tới đèn neon trị giá 3.300 đô la nhằm tạo nên hiệu ứng phát sáng.
Theo Webber, nữ diễn viên chính ban đầu đã bỏ cuộc vào phút cuối. Trong cơn hoảng loạn, Alland đã gọi cho Orson Welles (từng được ông cho đóng trong hãng The Mercury Theatre và Công dân Kane) và hỏi liệu ông ấy có biết nữ diễn viên nào có thể tham gia trong thời gian ngắn như vậy không. Welles trả lời "Có. Peggy Webber." (Bà từng làm việc với Welles trên đài phát thanh và trong phiên bản phim Macbeth năm 1948 và khiến Welles ấn tượng về tốc độ nhập vai của mình.)

## Bản chiếu rạp
The Space Children lần đầu tiên được phát hành tại các rạp chiếu phim vào ngày 18 tháng 6 năm 1958, như một phần của chương trình chiếu kép với The Colossus of New York, cũng do Alland sản xuất.

## Truyền thông tại gia
The Space Children được phát hành trên DVD vào năm 2006 như một phần bộ sưu tập Lost Movie Classics Collection của RoDon Enterprises. Năm 2012, hãng Olive Films đã cho phát hành bản đĩa Blu-ray/DVD kết hợp.